# Johnsonova doktrína

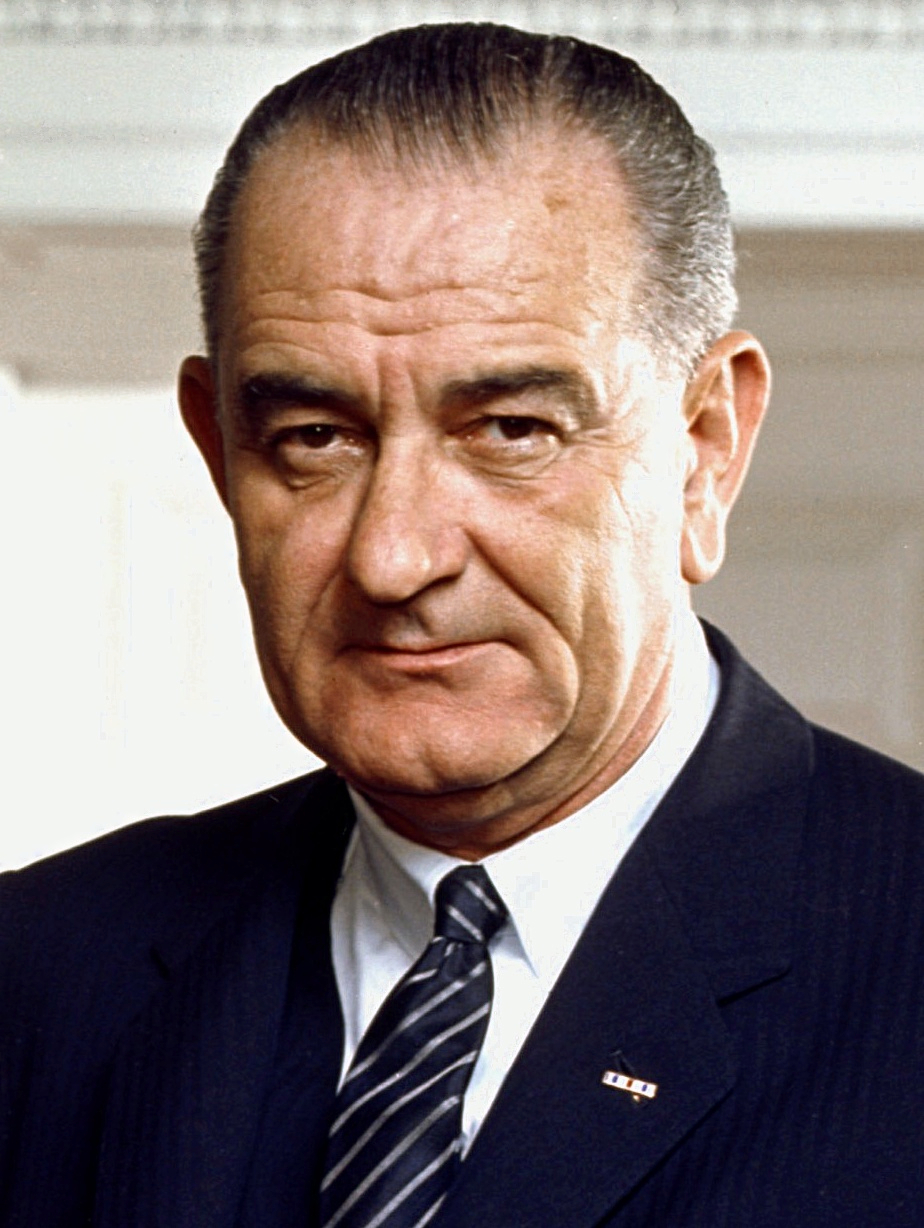
Lyndon B. Johnson

Johnsonova doktrína je vojensko-politická doktrína vyslovená americkým prezidentem Lyndonem B. Johnsonem po americké intervenci v Dominikánské republice v roce 1965. Její součástí je začlenění intervencí do americké zahraniční politiky v rámci boje proti komunismu. Na jejich obranu Johnson prohlásil: „Americké národy nemohou, nesmějí a nechtějí připustit zřízení další komunistické vlády na západní polokouli.“ Je pokračováním Eisenhowerovy a Kennedyho doktríny.